# Свети Николай Рибарски (Костур)
Вижте пояснителната страница за други значения на Свети Николай Рибарски.
„Свети Николай Рибарски“ (на гръцки: Αγίου Νικολάου, Άι Νικόλα των ψαράδων) е православна църква край град Костур (Кастория), Егейска Македония, Гърция. Храмът е част от Костурската епархия.

## Местоположение
Изграден е на хълм над езерото в южната част на костурския полуостров Горица.

## Описание
Храмът е изграден в XV век. В храма има малък позлатен резбован иконостас, изработен около 1800 година. Църквата от изграждането си е католикон на малък манастир с 4-5 монаси, живеещи в килии в малко селище до него, в близост до „Света Богородица Мавровска“.